# 620

## Decese
- dată necunoscută: Eleutherius de Ravenna  (n. ?)